# Kościół Najświętszego Serca Pana Jezusa w Wilkowie Wielkim
Kościół Najświętszego Serca Pana Jezusa w Wilkowie Wielkim – kościół we wsi Wilków Wielki, wpisany do rejestru zabytków nieruchomych województwa dolnośląskiego.
Zabytkowy kościół filialny pw. Najświętszego Serca Pana Jezusa parafii św. Jana Chrzciciela w Księginicach Wielkich wybudowany w XVIII w.
W kościele znajdują się epitafia:
- Barbary von  Seidlitz (zm. 1542) i Hedwigis von Zedlitz (zm. 1561) po mężu von Nimitz:
  - po prawej herb von: Nimitz

- Bartela II von Nimitz[2][3]:
  - po lewej z herbami rodowymi, von: Nimitz
  - po prawej z herbami matczynymi, von: Reibnitz

- Evy von  Schoenaich Carolath, żona Bartela II von Nimitz[2]:
  - po lewej z herbami rodowymi, von: Schoenaich Carolath, Bock
  - po prawej z herbami matczynymi, von: Hochberg, Loeben, X, Reibnitz

- Marii (zm. 1629) i Eva (zm. 1629) von Niemitz[4][5]
  - po lewej z herbami rodowymi, von: Niemitz, Betsch
  - po prawej z herbami matczynymi, von: Czettritz, Czettritz[2][6]

- Dietricha von Nimitz (zm. 1597)[2]
  - po lewej z herbami rodowymi, von: Nimitz, Reibnitz
  - po prawej z herbami matczynymi, von: Seydlitz, Reichenbach

- Dorothei von Mühlheim (zm. 1603), żony Dietricha von Nimitz[2][7]
  - po lewej z herbami rodowymi, Mühlheim, Schindel
  - po prawej z herbami matczynymi, von: X, Czettritz

- Niclasa von Nimitz (1567-1587):
  - po lewej z herbami rodowymi, von: Nimitz[8], Seydlitz
  - po prawej z herbami matczynymi, von: Mühlheim[9][7]

- Kathariny von Seidlitz (zm. 1596):
  - po lewej z herbami rodowymi, von: Seidlitz, Reichenbach
  - po prawej z herbami matczynymi, von: Mühlheim, Niemitz

We wsi również : 
- kapliczka słupowa, kamienna z XV/XVI w.[10]
- dwa krzyże pokutne, kamienne z XIV w.[11]